# Metapetrocosmea
 Bitte Lemma freigeben, weil diese Gattung nicht mehr monotypisch ist, siehe Einleitung und Weiterführende Literatur im Art-Artikel Metapetrocosmea peltata